# Bachowice
Bachowice (prononciation : [baxɔˈvit͡sɛ]) est une localité polonaise de la gmina de Spytkowice, située dans le powiat de Wadowice en voïvodie de Petite-Pologne.